# Суверенний Болівар
Суверенний болівар (ісп. Bolívar Soberano) — валюта, що запроваджена у Венесуелі з 20 серпня 2018 року на заміну болівара фуерте через гіперінфляцію (заміна грошей проводилася за співвідношенням 1:100 000). У новій серії банкнот було випущені номинали 2, 5, 10, 20, 50, 100, 200 та 500 суверенних боліварів.З початком нової хвилі інфляції нові  обігові монети датовані 2018 роком  зникли з обігу .
З 13 червня 2019 року через гіперінфляцію додатково були випущені банкноти 10 000, 20 000 та 50 000 суверенних боліварів.З 1 жовтня проведена ноа грошова реформа . В новому цифровому боліварі тепер на шість нулів менше.З моне тільки 1 болівар .А банкноти поки що мають номвнали в 3,10,20,50 та 100 цифрових боліварів.

## Галерея

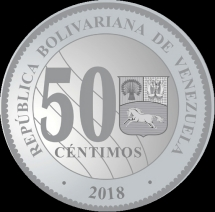
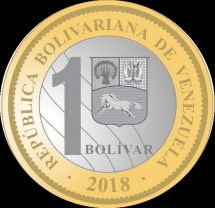